# Château de Cahuzac (Tarn)
Pour les articles homonymes, voir Château de Cahuzac (homonymie).
Le château de Cahuzac ou château Portos, est un château situé à Cahuzac, dans le Tarn (France).

## Historique
Le château de Cahuzac est édifié à la fin du XIXe siècle.
Le domaine du château accueille aujourd'hui des gîtes de charme. À partir de 2014, la rénovation de l'édifice lui-même a commencé. Un nouveau toit en ardoises a été posé entre 2014 et août 2015. Au cours de cette même année 2015, les menuiseries extérieures et l'ensemble des fenêtres du château ont été remplacées.

## Architecture
Le château de Cahuzac se présente sous la forme d'un édifice de plan carré, qui s'élève sur trois étages, le dernier étant sous combles. La façade principale, couverte d'un enduit blanc, s'organise en cinq travées. Celle au centre, en légère saillie, est ouverte par la porte d'entrée à laquelle on accède par un perron, ainsi que par un balcon au premier étage, balcon surplombé par un beau fronton semi-circulaire orné d'un blason. Cette saillie centrale possède aussi la particularité de ne pas être enduite mais d'être bâtie en pierre de taille. On retrouve cette organisation sur la façade arrière, avec la même saillie centrale et le même fronton. Néanmoins, cette façade s'ouvre sur une terrasse surélevée accessible via un large escalier et ne présente pas de balcon. 
La façade principale est flanquée à droite d'une tour carrée en léger avancement, derrière laquelle on retrouve une terrasse surélevée construite au premier étage. Une terrasse semblable était visible sur toute la longueur à gauche du bâtiment, mais elle semble avoir aujourd'hui disparu.
Le domaine du château possède aussi une dépendance rectangulaire, flanquée de deux saillies.